# مسجد جامع نوش‌آباد
مسجد جامع نوش آباد مربوط به دوره سلجوقیان تا دوره قاجار است و در ۱۴ کیلومتری ضلع شمالی کاشان، نوش‌آباد واقع شده و این اثر در تاریخ ۱۹ اردیبهشت ۱۳۷۷ با شمارهٔ ثبت ۲۰۱۵ به‌عنوان یکی از آثار ملی ایران به ثبت رسیده است.